# Blekingetrafiken

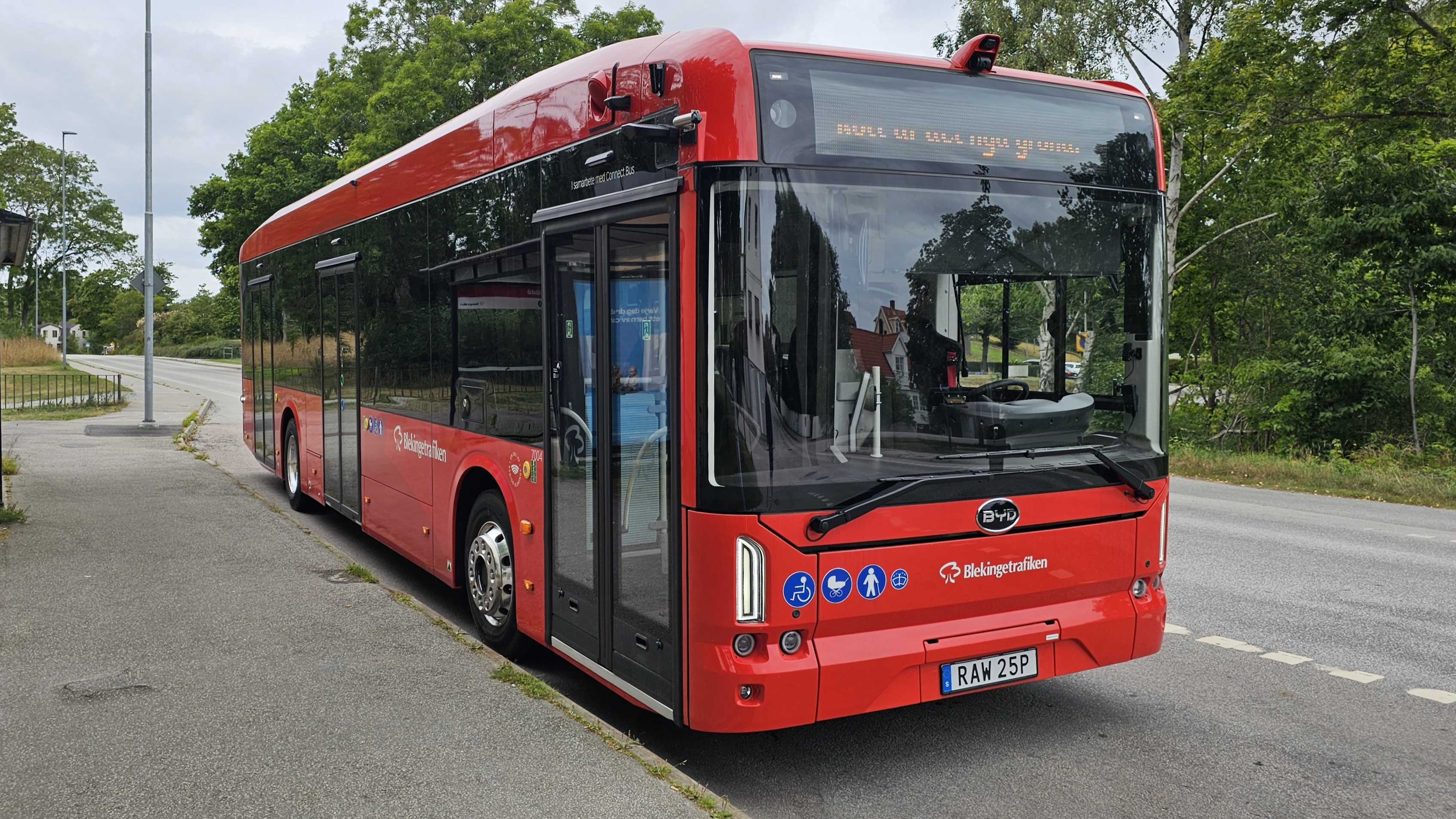
En av Blekingetrafikens eldrivna BYD-bussar

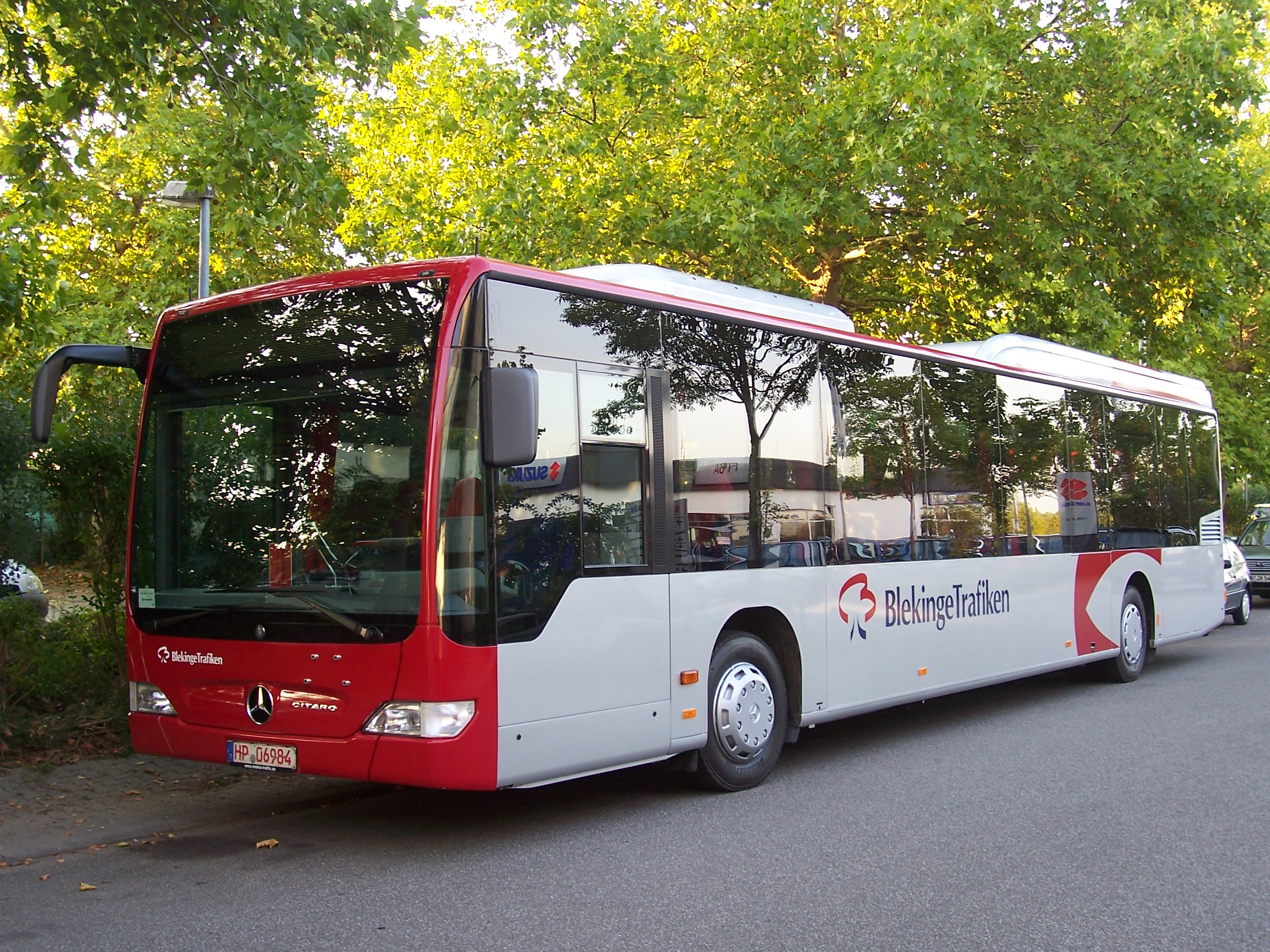
Tidigare färgsättning på Blekingetrafikens bussar

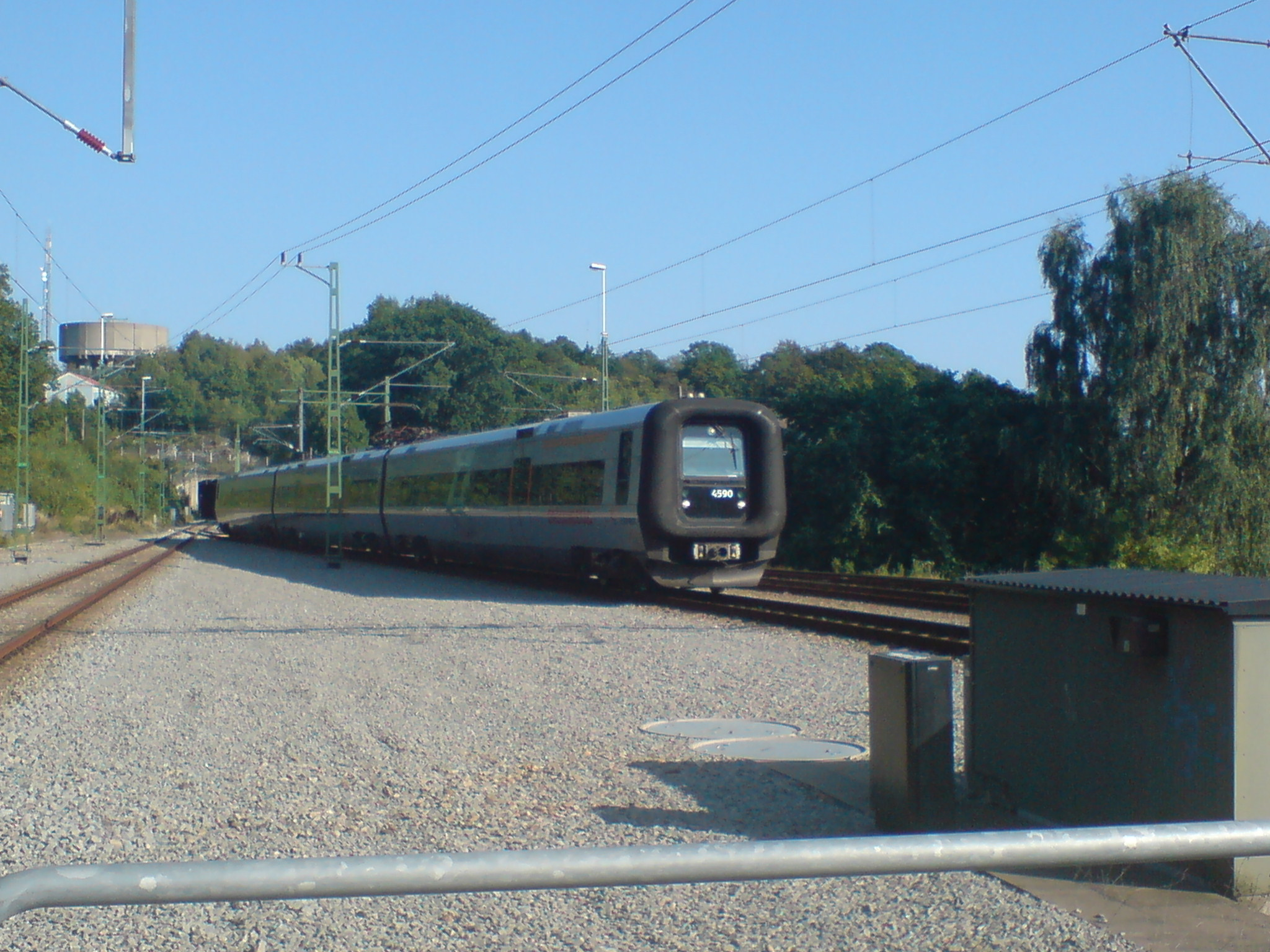
Ett Öresundståg (X31) mellan Karlskrona-Köpenhamn på Blekinge kustbana är på väg in till plattformen i Karlshamn

Blekingetrafiken är ett varumärke för den kollektivtrafik som bedrivs av Region Blekinge som är regional kollektivtrafikmyndighet i Blekinge län. Blekingetrafiken är organiserad som en förvaltning inom Region Blekinge med uppdrag att se till att det finns goda allmänna kommunikationer inom Blekinge samt till och från Blekinge.
Under 2017 gjordes ca 9,2 miljoner resor med Blekingetrafiken.

## Trafik

### Tåg
Blekingetrafikens ansvar för tågtrafik omfattar
- Krösatågen mellan Karlskrona och Emmaboda.
- Pågatåg mellan Karlshamn och Kristianstad.
- Öresundståg på Blekinge kustbana till Skåne och mot Köpenhamn. [4]

Blekingetrafiken upphandlar inte tågtrafiken själva, utan det gör i huvudsak grannlänen.

### Båt
Blekingetrafiken ansvarar för skärgårdstrafik i Blekinge skärgård. Året runt trafikeras Östra skärgården i Karlskrona, pendeltrafik mellan Sturkö, Hasslö och Trummenäs till/från Trossö samt mellan Nogersund och Hanö i Sölvesborgs kommun. Under sommaren utökas skärgårdstrafiken i hela Blekinge. Skärgårdsturerna i Karlskrona körs av Affärsverken AB och Wisby Marine Consulting. Skärgårdstrafiken i Karlshamn, samt mellan Nogersund och Hanö körs av Haglund Shipping. 

### Buss
Övrig trafik går med buss. Av alla resor med Blekingetrafiken står bussresorna för drygt 70 %. Under 2017 gjordes ungefär 6 750 000 resor med den busstrafiken i Blekinge, varav över 4 miljoner med stadstrafiken i Karlskrona.
- Det finns stadstrafik i Karlskrona, Ronneby, Karlshamn och Sölvesborg.
- Tre expressbusslinjer trafikerar mellan Blekinges större orter (ej Sölvesborg) samt till/från Kalmar och Växjö, under namnet Kustbussen.
- Regionbussar trafikerar mellan kommunerna i Blekinge samt på landsbygden i varje kommun.

Blekingetrafiken kör inte bussarna själva, utan handlar upp trafiken. De flesta regionala kollektivtrafikmyndigheter handlar upp trafiken per grupp av linjer, medan Blekingetrafiken har handlat upp trafiken från en enda operatör för all busstrafik. Sedan 11 augusti 2025 är Connect Bus AB operatör för Blekingetrafikens busstrafik. Tidigare (18 juni 2006 – 10 augusti 2025) hade Bergkvara hand om trafiken.
Blekingetrafikens bussflotta består till ca 70% utav elbussar av märket BYD. Resterande bussar är av märket Setra och drivs med biodiesel.

## Linjer[7]

### Linjer iKarlskrona
| Stadsbussar | Stadsbussar                             |
| ----------- | --------------------------------------- |
| 1           | Lyckeby - Kungsmarken - Trossö - Saltö  |
| 2           | Jämjö - Lyckeby - Centrum               |
| 3           | Bastasjö - Centrum                      |
| 4           | Rödeby - Centrum                        |
| 5           | Nättraby - NKT Arena - Centrum          |
| 6           | Verkö - Lyckeby - Centrum               |
| 7           | Långö - Centrum                         |
| 8           | Hästö - Centrum                         |
| 9           | Bergåsa station - Sjukhuset huvudentrén |
| 12          | Gullberna - Amiralen - NKT Arena        |

| Snabbussar | Snabbussar                       |
| ---------- | -------------------------------- |
| 2          | Jämjö - Trossö                   |
| 3          | Bastasjö - Trossö                |
| 4          | Rödeby - Trossö                  |
| 5          | Skillingenäs - Nättraby - Trossö |
| 6          | Verkö - Trossö                   |

| Regionbussar | Regionbussar                                |
| ------------ | ------------------------------------------- |
| 120          | Torsås - Brömsebro - Jämjö - Karlskrona     |
| 121          | Kristianopel - Jämjö - Karlskrona           |
| 122          | Torhamn - Jämjö - Karlskrona                |
| 123          | Tjurkö - Sturkö - Trummenäs - Karlskrona    |
| 129          | Sälleryd - Karlskrona                       |
| 150          | Kallinge - Ronneby - Listerby - Karlskrona  |
| 153          | Björkeryd - Karlskrona                      |
| 154          | Hasslö - Skillingenäs - Karlskrona          |
| 171          | Fjärdsjömåla - Karlskrona                   |
| 172          | Fur - Holmsjö - Rödeby - Karlskrona         |
| 173          | Alnaryd - Fridlevstad - Rödeby - Karlskrona |
| 174          | Ledja - Karlskrona                          |
| 175          | Eringsboda - Holmsjö - Karlskrona           |

| Pendelbåtar            | Pendelbåtar                     |
| ---------------------- | ------------------------------- |
| Hasslöpendeln (916)    | Hasslö Horn - Handelshamnen     |
| Sturköpendeln (918)    | Sturkö Bredavik - Handelshamnen |
| Trummenäspendeln (919) | Trummenäs - Handelshamnen       |

### Linjer iRonneby
| Stadsbussar | Stadsbussar                          |
| ----------- | ------------------------------------ |
| 1           | Kallinge - Resecentrum - Hjorthöjden |
| 2           | Ronnebyhamn - Ekenäs - Resecentrum   |
| 4           | Resecentrum - Påtorp - Resecentrum   |

| Regionbussar | Regionbussar                                          |
| ------------ | ----------------------------------------------------- |
| 150          | Kallinge - Ronneby - Listerby - Karlskrona            |
| 154          | Hasslö - Skillingenäs - Karlskrona                    |
| 175          | Eringsboda - Holmsjö - Karlskrona                     |
| 211          | Vieryd - Saxemara - Ronneby                           |
| 240          | Växjö - Tingsryd - Ronneby                            |
| 241          | Eringsboda - Hallabro - Kallinge - Ronneby            |
| 242          | Eringsboda - Hallabro - Backaryd - Kallinge - Ronneby |
| 243          | Eringsboda - Hallabro - Backaryd - Kallinge - Ronneby |
| 250          | Karlshamn - Åryd - Bräkne-Hoby - Ronneby              |
| 251          | Hallabro - Backaryd - Bräkne-Hoby                     |
| 255          | Listerby - Johannishus - Ronneby                      |
| 256          | Gö - Kuggeboda - Listerby - Ronneby                   |
| 320          | Karlshamn - Åryd - Bräkne-Hoby                        |

### Linjer iKarlshamn
| Stadsbussar | Stadsbussar                   | Stadsbussar                   | Stadsbussar                   |
| ----------- | ----------------------------- | ----------------------------- | ----------------------------- |
| 1           | Svängsta - Asarum - Karlshamn | Svängsta - Asarum - Karlshamn | Svängsta - Asarum - Karlshamn |
| 2           | Mörrum - Asarum - Karlshamn   | Mörrum - Asarum - Karlshamn   | Mörrum - Asarum - Karlshamn   |

| Snabbussar | Snabbussar                    |
| ---------- | ----------------------------- |
| 1          | Svängsta - Asarum - Karlshamn |
| 2          | Mörrum - Karlshamn            |

| Regionbussar | Regionbussar                               |
| ------------ | ------------------------------------------ |
| 320          | Karlshamn - Åryd - Bräkne Hoby             |
| 350          | Karlshamn - Sölvesborg                     |
| 362          | Svängsta - Ringamåla - Tostarp - Karlshamn |
| 370          | Växjö - Tingsryd - Karlshamn               |
| 630          | Olofström - Karlshamn                      |
| 635          | Olofström - Mörrum - Karlshamn             |

### Linjer iSölvesborg
| Stadsbussar | Stadsbussar                             |
| ----------- | --------------------------------------- |
| 1           | Centrum - Falkvik - Centrum             |
| 2           | Hörvik/Nogersund - Mjällby - Sölvesborg |

| Regionbussar | Regionbussar                                    |
| ------------ | ----------------------------------------------- |
| 350          | Karlshamn - Sölvesborg                          |
| 433          | Sölvesborg - Ljungaviken - Mjällby - Norje      |
| 434          | Sölvesborg - Kylinge - Gammalstorp - Sölvesborg |
| 561          | Olofström - Bromölla - Sölvesborg               |
| 630          | Olofström - Karlshamn                           |
| 635          | Olofström - Mörrum - Karlshamn                  |

### Linjer iOlofström
| Regionbussar | Regionbussar                      |
| ------------ | --------------------------------- |
| 561          | Olofström - Bromölla - Sölvesborg |
| 562          | Älmhult - Lönsboda - Olofström    |
| 630          | Olofström - Karlshamn             |
| 635          | Olofström - Mörrum - Karlshamn    |
| 681          | Olofströms Resecentrum - Vilboken |
| 682          | Ryd - Kyrkhult - Olofström        |
| 683          | Oredslund - Brännaregårdsskolan   |
| 684          | Vilshult - Kyrkhult - Olofström   |
| 686          | Gränum - Olofström                |
| 687          | Farabol - Kyrkhult - Olofström    |
| 689          | Olofström                         |